# Czernodyb
Czernodyb (bułg. Чернодъб) – wieś w Bułgarii, w obwodzie Chaskowo, w gminie Swilengrad. Według danych szacunkowych Ujednoliconego Systemu Ewidencji Ludności oraz Usług Administracyjnych dla Ludności, 15 grudnia 2018 roku miejscowość liczyła 161 mieszkańców.

## Położenie
Wieś znajduje się 13 km od Swilengradu. Jest blisko granicy z Turcją. We wsi mieści się źródło wody podziemnej, z której wydobywa się wodę mineralną. 

## Historia
Do 1934 roku wieś nazywała się Kara Chydyr.